# Burza lodowa w Ameryce Północnej (2007)
Burza lodowa w Ameryce Północnej w 2007 – klęska żywiołowa, która dotknęła region od doliny Rio Grande (Teksas), aż do Nowej Anglii oraz południowo-wschodniej Kanady i trwała od 11 stycznia do 24 stycznia 2007 roku. W wyniku tej klęski zmarło 87 osób w 13 stanach i trzech kanadyjskich prowincjach. Setki tysięcy mieszkańców w Stanach Zjednoczonych i w Kanadzie było pozbawionych energii elektrycznej (blackout).

## Burza
Główny front burzowy rozwijał się w południowo-zachodniej części Stanów Zjednoczonych i szybko rozszerzał się na Głębokie Południe (region Zatoki Meksykańskiej). Opady marznącego deszczu objęły ogromny obszar od północnego Teksasu, aż do północnych i wschodnich obszarów Nowej Anglii. Cały ten region był pod wpływem arktycznego powietrza. Ostatecznie burza lodowa wystąpiła w północno-zachodnim Arkansas, centralnej części Illinois, południowo-wschodniej części Kansas, centralnej i wschodniej części Oklahomy, centralnej i północnej części Teksasu i na dużym obszarze Missouri oraz w Michigan, Indianie i w prowincji Ontario. Fale opadów trwały w tych stanach od 12 do 16 stycznia, przy czym kumulacja opadów nastąpiła 14 stycznia.
Następnie fale opadów przesunęły się w rejon północno-wschodni, na obszar Wielkich Jezior, Nowej Anglii oraz nad Kanadę (Nowy Brunszwik, Nowa Szkocja i Wyspa Księcia Edwarda). Większość opadów w Kanadzie spadła pod postacią śniegu. Następnie front opadów przesunął się nad Nową Fundlandię i Labrador.
Tymczasem inny front opadów, szalał w południowo-wschodniej części Teksasu, przesuwając się w kierunku Południowej i Północnej Karoliny (16-18 stycznia). To spowodowało, że we wschodniej Kanadzie i Maine wystąpiły burze śnieżne (19 stycznia).
Druga burza śnieżna, która rozwinęła się nad Teksasem; przyniosła kolejne fale zimnych opadów od Arizony, aż po Wielkie Jeziora.

## Skutki

### Oklahoma
Gubernator Oklahomy Brad Henry ogłosił stan wyjątkowy w całym stanie z powodu wystąpienie ogromnych opadów. Prezydent USA George W. Bush ogłosił, że Oklahoma jest obszarem katastrofy federalnej.
W Oklahomie połamane drzewa spowodowały przerwę w dostawie prądu, około 40 tys. mieszkańców straciło energie elektryczną po pierwszej fali opadów (12 stycznia). Po dodatkowych opadach śniegu i lodu następnych 120 tys. mieszkańców było pozbawionych prądu (z tego 60000 przez ponad tydzień). Jednym z najbardziej dotkniętych miast było McAlester (w hrabstwie Pittsburg County), gdzie prąd nie docierał przez kilka dni. Tysiące mieszkańców szukało schronienia w utworzonym przez Amerykański Czerwony Krzyż schronisku, 1000 mieszkańców pozostawało w nim do 20 stycznia.
Po raz pierwszy w historii Big 12 Conference, mecze koszykówki zostały przełożone gdy zespół męski Oklahomy, nie mógł wylecieć z żadnego miasta (Stillwater i Oklahoma City) na mecz, który miał się odbyć 13 stycznia z Nebraska Cornhuskers. Mecz został przełożony na 5 marca. Drugi raz w sezonie w NBA musiał zostać przełożony mecz. Z powodu trudnych warunków atmosferycznych, mecz pomiędzy New Orleans Hornets (drużyna nie mogła wylecieć z Oklahomy City) i Milwaukee Bucks został przełożony.
Szkody w stanie Oklahoma zostały wycenione na 38 mln USD.

### Missouri i Illinois
Gubernator stanu Missouri Matt Blunt ogłosił stan wyjątkowy i wezwał na pomoc Gwardię Narodową. Południowo-zachodnia część stanu została uznana za obszar klęski żywiołowej.
Podczas szczytu burzy w Missouri łącznie 330 tys. mieszkańców było pozbawionych dostaw prądu. W Springfield około 70 tys. mieszkańców pozostawało bez prądu, natomiast we wschodniej części Missouri i centralnej Illinois ponad 110 tys. osób było pozbawionych prądu (szczególnie w okolicach Saint Louis). Rozlegle uszkodzenia drzew i trakcji elektrycznej zostały odnotowane na całym obszarze Missouri. Z powodu powalonych drzew, operator pociągów pasażerskich Amtrak, musiał zamknąć swoje linie. Biały Dom zadeklarował pomoc 34 hrabstwom (w tym Saint Louis- obszar klęski żywiołowej). Blisko 3600 mieszkańców szukało schronienia w 85 różnych schroniskach.
Szkody zostały wycenione w Missouri na 352,9 mln USD.

### Teksas
Regiony w okolicach Amarillo do Dallas i Fort Worth zostały dotknięte falami opadów 13 stycznia. Tereny leżące dalej na południe, przy miastach takich jak Austin, Waco i Houston zostały dotknięte opadami od 14 do 16 stycznia.
W Teksasie uroczystości związane z obchodem święta Martin Luther King, Jr. Day zostały odwołane. Również ponad 400 lotów z Portu lotniczego Dallas-Fort Worth zostało odwołanych w dniu 14 stycznia. Kilka lotów zostało odwołanych także z lotniska w Austin i San Antonio. Znaczna części autostrady międzystanowej nr 10 w pobliżu San Antonio musiała zostać zamknięta w dniu 16 stycznia z powodu lodu i śniegu zalegającego na autostradzie. Niektóre szkoły, uniwersytety i szkoły także były zamknięte.
Przerwy w dostawie prądu były znacznie ograniczone. W północnym Teksasie 4400 mieszkańców było pozbawionych prądu, 15 stycznia. W okolicach San Antonio, około 4500 domów pozbawionych było energii elektrycznej. Ponad 35 tys. osób w okresie od 12 do 18 stycznia nie miało prądu w Austin.
Gwardia Narodowa została wezwana przed drugą falą opadów (19-20 stycznia).

### Karolina Północna i Południowa
Marznący deszcz, który wystąpił między 17 i 18 stycznia spowodował w obydwóch Karolinach zamknięcie szkół (w Charlotte, w rejonie Research Triangle oraz w Columbia). Kilka lotów z lotniska Raleigh-Durham International oraz z Charlotte zostało odwołanych. Policja w Karolinie Północnej ogłosiła, że na drogach było ponad 600 wypadków, podczas których zginęły 2 osoby oraz że miały miejsce dwa wypadki z udziałem autobusów szkolnych.

### Kansas i Kolorado
11 stycznia 2007, co najmniej 4 osoby zmarły w trakcie burzy w dwóch stanach. Następnie front burzowy uderzył w Kansas i w niektóre stany środkowego zachodu.
Burza także przeszła przez Kolorado, gdzie spowodowała zamknięcie autostrady międzystanowej nr 70, między Denver i Kansas City. Zasilanie elektryczne zostało utracone w wyniku zawiej śnieżnej.

### Wisconsin
21 stycznia samolot linii Northwest Airlines, który startował z portu lotniczego w Milwaukee do Detroit (lot 1726) w wyniku poślizgu wypadł z pasa startowego. W wypadku nikt nie ucierpiał.

### Kanada, Michigan i Nowa Anglia
200 tysięcy domów w Michigan było pozbawionych dostaw energii elektrycznej, 145 tysięcy w Nowym Jorku i New Hampshire. 20 tysięcy mieszkańców było pozbawionych prądu w prowincji Ontario, szczególnie w pobliżu jeziora Erie. Działalność transportowa GO Transit w Toronto jak i portu lotniczego została w znacznym sposób ograniczona dnia 15 stycznia. Policja w Ontario otrzymała prawie 500 zgłoszeń dotyczących wypadków drogowych. W jednej z kolizji brał udział ciągnik przewożący ciekły tlen, zdarzenie to doprowadziło do zablokowania odcinków autostrady 400 oraz 407. Inny poważniejszy wypadek miał miejsce w Quebec (w pobliżu miasta Drummondville), podczas którego 24 amerykańskich studentów zostało rannych.
Opady ciężkiego śniegu w Kanadzie Atlantyckiej i wschodniej części prowincji Quebec spowodowały znaczne utrudnienia w komunikacji dnia 19 stycznia. Most Konfederacji łączący prowincje Nowy Brunszwik i Wyspę Księcia Edwarda musiał zostać zamknięty na kilka godzin dla ciężarówek z powodu silnych podmuchów wiatrów i intensywnych opadów. Wiele szkół w Nowym Brunszwiku zostało zamkniętych (m.in. w Fredericton i Moncton). Kilka dróg w Quebec w regionie Gaspésie oraz Côte-Nord zostało zamkniętych z powodu bardzo dużych ilości śniegu. Również zamknięte były szkoły w Nowej Fundlandii i Labradorze dnia 24 stycznia.

## Ofiary śmiertelne
Co najmniej 87 osób zginęło w trakcie trwania tego okresu, większość osób zginęła w wypadkach drogowych. W wypadku w pobliżu Elk City (Oklahoma), zostało zabitych siedem osób, które podróżowały minivanem, gdy uderzył w nich ciągnik siodłowy podczas burzy.
| Stan/Prowincja    | Liczba zabitych |
| ----------------- | --------------- |
| Oklahoma          | 26              |
| Missouri          | 14              |
| Teksas            | 12              |
| Iowa              | 8               |
| Michigan          | 4               |
| Nebraska          | 4               |
| Nowy Jork         | 4               |
| Arkansas          | 3               |
| Kansas            | 3               |
| Karolina Północna | 2               |
| Minnesota         | 2               |
| Indiana           | 1               |
| Maine             | 1               |
| Nowa Szkocja      | 1               |
| Ontario           | 1               |
| Quebec            | 1               |

## Opady
Około 0,5 cm warstwa śniegu i lodu zalegała od Teksasu do Illinois. W rejonie Missouri i Oklahomie warstwa osiągnęła poziom 1 cm.
Mokry śnieg spadł w Michigan, południowym Ontario (od Windsor do Toronto) oraz w stanach Nowy Jork i New Hampshire. W Nowym Jorku zalegała warstwa 3,5 cm lodu.
Kolejne opady mokrego śniegu odnotowano w stanie Nebraska i Kolorado (między 13-14 stycznia). Na obszarach bardziej położonych na wschód takich jak Iowa, Wisconsin, Michigan, Maine, Ontario, Quebec i Nowy Brunszwik opady pojawiły się 15 i 16 stycznia. W Montrealu i Sherbrooke spadło 20 cm śniegu, natomiast w Maine pokrywa śniegowa wynosiła 25 cm.
19 stycznia Kanada Atlantycka i wschodnia część prowincji Quebec zostały zaatakowane przez burzę śnieżną. Na półwyspie Gaspésie pokrywa śniegowa osiągnęła 80 cm, natomiast w rejonie Kanady Atlantyckiej pokrywa wahała się od 20 do 45 cm. Wiatry osiągały prędkość 100 km/h powodując powstanie zamieci śnieżnych. Kolejna fala opadów nad Maine spowodowała, że pokrywa śniegowa osiągała do 25 cm grubości.
Około 10 cm śniegu leżało w Nowej Fundlandii i Labradorze (24 stycznia), mieszane opady wystąpiły w St. John’s, gdzie wiatr osiągał prędkość 105 km/h.